# Deniz Naki
Deniz Naki (Düren, Alemanha Ocidental, 9 de julho de 1989) é um futebolista alemão que atua como atacante.Atualmente joga no Fußball-Club Sankt Pauli von 1910 e tem como características a velocidade e dribles curtos.